# اکتادسیل‌تری‌کلروسیلان
اکتادسیل‌تری‌کلروسیلان (به انگلیسی: Octadecyltrichlorosilane) یک ترکیب شیمیایی است. شکل ظاهری این ترکیب، مایع بی‌رنگ است.